# Полк Пепперелла
Полк Пепперелла (англ. Pepperrell's Regiment) — пехотный полк Британской армии, созывавшийся дважды в 1745—1749 и 1754—1756 годах.

## История
Впервые полк был сформирован 1 сентября 1745 года военным деятелем и политиком Массачусетс-Бэй Уильямом Пеппереллом под названием Пехотный полк Уильяма Пепперелла (англ. Sir William Pepperell's Regiment of Foot) или 66-й пехотный полк (англ. 66th Regiment of Foot). В его состав входили отличившиеся в ходе осады Луисбурга солдаты и осуждённые участники восстания якобитов. Полк нёс гарнизонную службу в Луисбурге, подняв 26 июня 1747 года бунт из-за неуплаты жалования солдатам. Расформирован в мае 1749 года.
24 декабря 1754 года полк в соответствии с приказом от 23 сентября того же года был восстановлен в Новой Англии как 51-й (Кейп-Бретонский) пехотный полк (англ. 51st Regiment of Foot (Cape Breton Regiment)). Он участвовал в войне против Франции, неся службу в гарнизоне форта Осуиго. С 10 по 14 августа 1756 года объединённые силы французов и индейцев осаждали форт, который в итоге был разрушен, а личный состав полка угодил в плен к французам. 25 декабря 1756 года полк был расформирован, личный состав был распределён по другим полкам.
Солдаты полка носили традиционные британские красные мундиры: с 1745 по 1749 годы у мундиров была зелёная отделка, с 1754 по 1756 годы — белая.